# Siervas de los Pobres de Angers
La Congregación Siervas de los Pobres Oblatas de San Benito (oficialmente en francés: Congregation Servantes des Pauvres, Oblates de Saint-Benoît), más conocida como Siervas de los Pobres de Angers es una congregación religiosa católica femenina de derecho pontificio, fundada por el benedictino francés Camille Leduc y la religiosa Inés de Jesús, en Angers, en 1873. A las religiosas de este instituto se les conoce como siervas de los pobres , oblatas de san Benito u oblatas benedictinas, y posponen a sus nombres las siglas O.R.S.B.

## Historia
El monje benedictino francés Camille Leduc, junto con la religiosa, también francesa, Inés de Jesús, dieron inicio a un grupo de oblatas dedicadas a atender a los enfermos y asistir a los pobres en la diócesis de Angers, en 1873. El obispo les concedió la aprobación diocesana en 1874 como congregación religiosa, yendo más allá de los deseado por el fundador.
EL 16 de julio de 1887, la congregación recibió la aprobación pontificia, bajo el pontificado de León XIII. Gracias a esto, el instituto conoció un periodo de expansión, primero en Francia y luego en Bélgica y Reino Unido.

## Organización
La Congregación Siervas de los Pobres Oblatas de San Benito es un instituto religioso centralizado, cuyo gobierno general es ejercido por la superiora general, coadyuvada de su consejo. La casa central se encuentra en Angers.
Las siervas de los pobres de Angers se dedican a la asistencia de los pobres y de los enfermos y viven según la Regla de San Benito, por lo que forman parte de la Familia Benedictina. En 2015, la congregación contaba con unas 118 religiosas y 11 comunidades, presentes en Bélgica, Francia y Senegal.